# Alegeri parlamentare în România
Alegerile parlamentare în România reprezintă alegerile care desemnează membrii celor două Camere ale Parlamentului României: Camera Deputaților și Senatul.
Alegerile se bazează pe principiul reprezentării proporționale, conform căruia toate locurile din cele două Camere sunt oferite în funcție de proporția de voturi pe care fiecare partid politic participant a obținut-o în fiecare circumscripție electorală.
Dacă rămân voturi în plus, fie ele neutilizate sau inferioare coeficientului electoral, acestea sunt atribuite Biroului Electoral Central (BEC) cu scopul de a fi repartizate în mod centralizat.